# خاکی‌ناهنجاردندان
خاکی‌ناهنجاردندان (نام علمی: Pelanomodon) نام یک سرده از راسته ددکاوان است.
دوسگ‌دندان‌هایی مثل خاکی‌ناهنجاردندان جانورانی درشت‌هیکل و خوک‌مانند بودند که دمشان در مقایسه با بیشتر دیگر هم‌کمانان ابتدایی کوتاه‌تر بود. سازوکار آرواره‌ای آن‌ها هم غیرعادی بود: مفصل لغزشی آرواره و ماهیچه‌های آرواره‌بندی که پشت آرواره قرار داشتند و به لبه‌ی سوراخ جمجمه‌ایِ پشت چشم (حفره‌ی گیجگاهی) وصل می‌شدند.
دوسگ‌دندان‌ها، علاوه بر این که می‌توانستند مثل انسان‌ها و بسیاری از جانوران دیگر با بالا و پایین بردن آرواره‌شان غذا را بجوند، می‌توانستند با هر بار جویدن آرواره‌شان را به عقب هم ببرند. این کار نیروی قوی خُردکننده‌ای به‌وجود می‌آورد که مواد گیاهی سخت خوراکشان را نرم می‌کرد. این انطباق باید اثربخش بوده باشد، چون دوسگ‌دندان‌ها از موفق‌ترین گروه‌های گیاه‌خوار تاریخ زمین بودند.
دوراسودندان با حدود ۴۰ سانتی‌متر طول دوسگ‌دندانی کوچک بود. این جانور نقب‌هایی مارپیچی به عمق بیش از ۵۰ سانتی‌متر در زمین می‌کَند که سنگواره‌های این نقب‌ها را هم یافته‌ایم. هر چه مارپیچ پایین‌تر می‌رفت، حفره هم بزرگ‌تر می‌شد تا به فضایی بزرگ می‌رسید. این نقب‌ها بسیار شبیه حفره‌هایی بودند که دیرین‌بیدسترها، سگ‌های آبی ابتدایی، ۲۲۰ میلیون سال بعد می‌کندند.
خاکی‌ناهنجاردندان دوسگ‌دندانی عادی‌تر بود و نقب نمی‌زد، اما احتمالاً برای یافتن ریشه‌های خوراکی و قارچ‌های دنبلان خاک را زیرورو می‌کرد. بقایای بعضی دوسگ‌دندان‌ها چنان فراوان هستند که زمین‌شناسان از آن‌ها برای قدمت‌سنجی سنگ‌های اطرافشان استفاده می‌کنند. قدمت‌سنجی سنگ‌ها بر اساس سنگواره‌های درونشان را زیست‌چینه‌نگاری می‌نامند.
هم خاکی‌ناهنجاردندان و هم دوراسودندان در لایه‌ی جعبه‌سر کشف شده‌اند؛ لایه‌ای سنگی که به نام دوسگ‌دندانی بسیار فراوان چنین نامیده شده‌است. چون جعبه‌سر، دوراسودندان و خاکی‌ناهنجاردندان فقط حدود چند میلیون سال وجود داشتند، قدمت‌سنجی چینه‌ی سنگی‌ای که در آن کشف می‌شوند آسان است. سنگ‌هایی کمی قدیمی‌تر از این سنگ‌ها به لایه‌ی ترُپیدُستُما مربوط می‌شوند و سنگ‌های کمی جوان‌تر به لایه‌ی دوسگ‌دندان.